# ویلیام تئوبالد
ویلیام تئوبالد (انگلیسی: William Theobald؛ ۱۸۲۹ – ۱۹۰۸) گیاه‌شناس، و جانورشناس بود.